# Souris (rzeka)
Souris (ang. Souris River) – rzeka w Kanadzie (prowincje Saskatchewan i Manitoba) i Stanach Zjednoczonych (stan Dakota Północna), dopływ Assiniboine. Długość rzeki wynosi około 970 km, a powierzchnia jej dorzecza 57 000 km².
Źródło rzeki znajduje się na północ od miasta Weyburn w kanadyjskiej prowincji Saskatchewan. Rzeka płynie w kierunku południowo-wschodnim, przekracza granicę amerykańską, następnie skręca na północ, ponownie przekracza granicę, wpływając na terytorium Manitoby, i ostatecznie zmienia kierunek na północno-wschodni. Uchodzi do rzeki Assiniboine, nieopodal miejscowości Treesbank, około 30 km na południowy wschód od Brandon.
Większe miasta położone nad rzeką to Weyburn, Estevan, Minot i Souris.